# Denizli Belediyespor
Denizli Belediyespor Külübü is een Turkse voetbalploeg uit Denizli. De club uit 1981 speelt in de Doğan Seyfi Atlı Stadion. De supporters noemen zich Yavru Horozlar.

## Erelijst
- Türkiye Futbol Federasyonu 3. Lig

2008
- Türkiye Futbol Federasyonu 2. Lig

2009